# ニトムズ
株式会社ニトムズ（英: Nitoms, Inc.）は、清掃用具、衛生用品、収納用品などの日用品と医療・ヘルスケア製品などを販売する日本の企業。本社は東京都品川区。

## 概要
1975年に、粘着テープの製造販売で大きなシェアを誇る日東電工が個人消費者向けの製品を開拓するプロジェクトチームを会社組織にして創業した。社名はニットーホームプロダクツ（NITTO HOME PRODUCTS）からの造語である。このため、現在も日東電工が全株を保有する子会社となっている。
最初期は、粘着テープの技術を活かしてゴキブリ捕獲棒（棒の先に折り畳み式の粘着シートが取り付けられており、上から被せてゴキブリを捕獲したあとに折りたたんでそのままゴミ箱に捨てることで、手を汚さずゴキブリ退治が出来る、というもの）を開発・販売した。大ヒットを見込んでテレビCMも製作するほどの力の入れようであったが、ゴキブリが壁と家具などとの隙間に逃げ込まれてしまうと全く役に立たなかったことからほとんど売れず、大量の在庫を抱えて事業の危機に直面してしまう。
その後、1983年に販売を開始した粘着式のカーペット掃除用具「粘着カーペットクリーナー」（現：コロコロ®）が大ヒット、会社の知名度も向上し業績が急回復する。それ以降は多様なニーズに合わせて大小様々なサイズのコロコロ、断熱シート、テーピングテープ、医療衛生材料など多岐にわたる商品を販売している。

## 沿革
- 1970年 - 日東電工が消費財市場進出に向けてのプロジェクト編成
- 1972年 - 消費財開発プロジェクトルーム「ニトムズチーム」発足
- 1975年 - 株式会社ニトムズ設立、東京、名古屋、大阪、福岡営業所開設
- 1977年 - 札幌営業所開設。「ニットー」ブランドから「ニトムズ」ブランドへの切り替え
- 1982年 - ニトムズ加工株式会社設立（ニトムズ製品製造加工会社）
- 1985年 - 仙台、広島営業所開設
- 1987年 - 北関東営業所開設
- 1989年 - 株式会社ニトムズ、ニトムズ加工株式会社合併
- 1992年 - 静岡県浜松市に配送センター設立
- 1993年 - 愛知県豊橋市に新工場設立
- 2000年
  - 日東電工コンシューマー事業部と事業統合、「プロセルフ」扱い開始
  - 日東電工株式会社、豊橋日化株式会社と共同で日東電工ひまわり株式会社を設立
- 2001年 - 環境マネジメントシステムの国際規格ISO 14001を認証取得
- 2002年 - 豊橋工場増設
- 2004年 - 品質マネジメントシステムの国際規格ISO 9001を認証取得
- 2010年 - 労働安全衛生マネジメントシステムの規格OHSAS18001を認証取得、日東電工ニトムズ韓国株式会社を設立
- 2016年 - 日東メディカル株式会社及び日東ライフテック株式会社を吸収合併